# Miêu Lật
Huyện Miêu Lật là một huyện ở phía tây Đài Loan. Cái tên Miêu Lật được tạo thành từ hai từ tiếng Khách Gia, miêu (貓 mèo) và ly (狸, hay lửng-một loài chó hoang giống như gấu trúc), đọc gần giống như Pali (Bari) trong tiếng của thổ dân Taokas. Huyện lỵ là thành phố Miêu Lật, còn được gọi là phố núi, đây là một địa điểm dã ngoại do có nhiều ngọn núi xung quanh.

## Hành chính

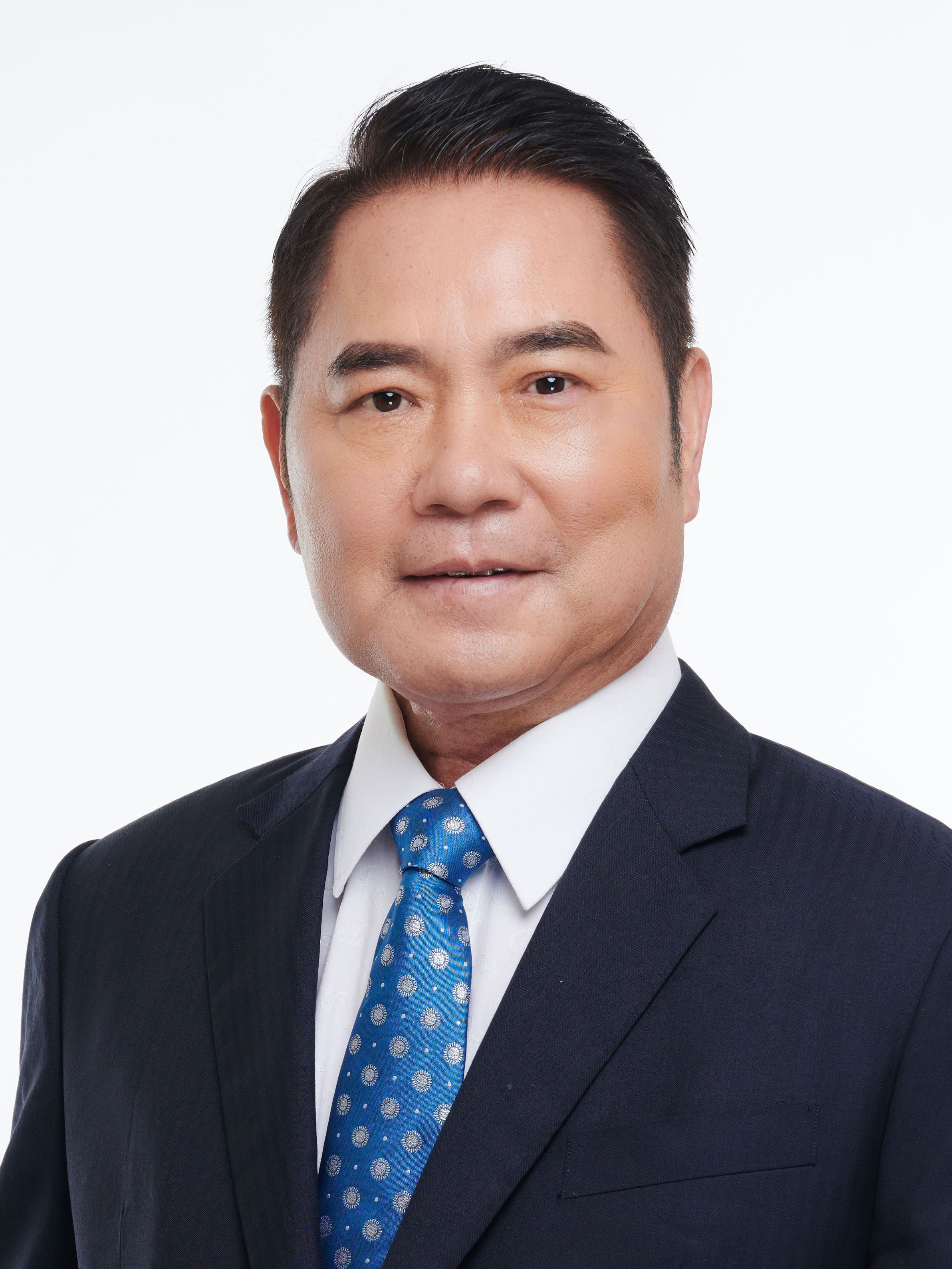
Chung Đông Cẩm, thẩm phán của huyện Miêu Lật

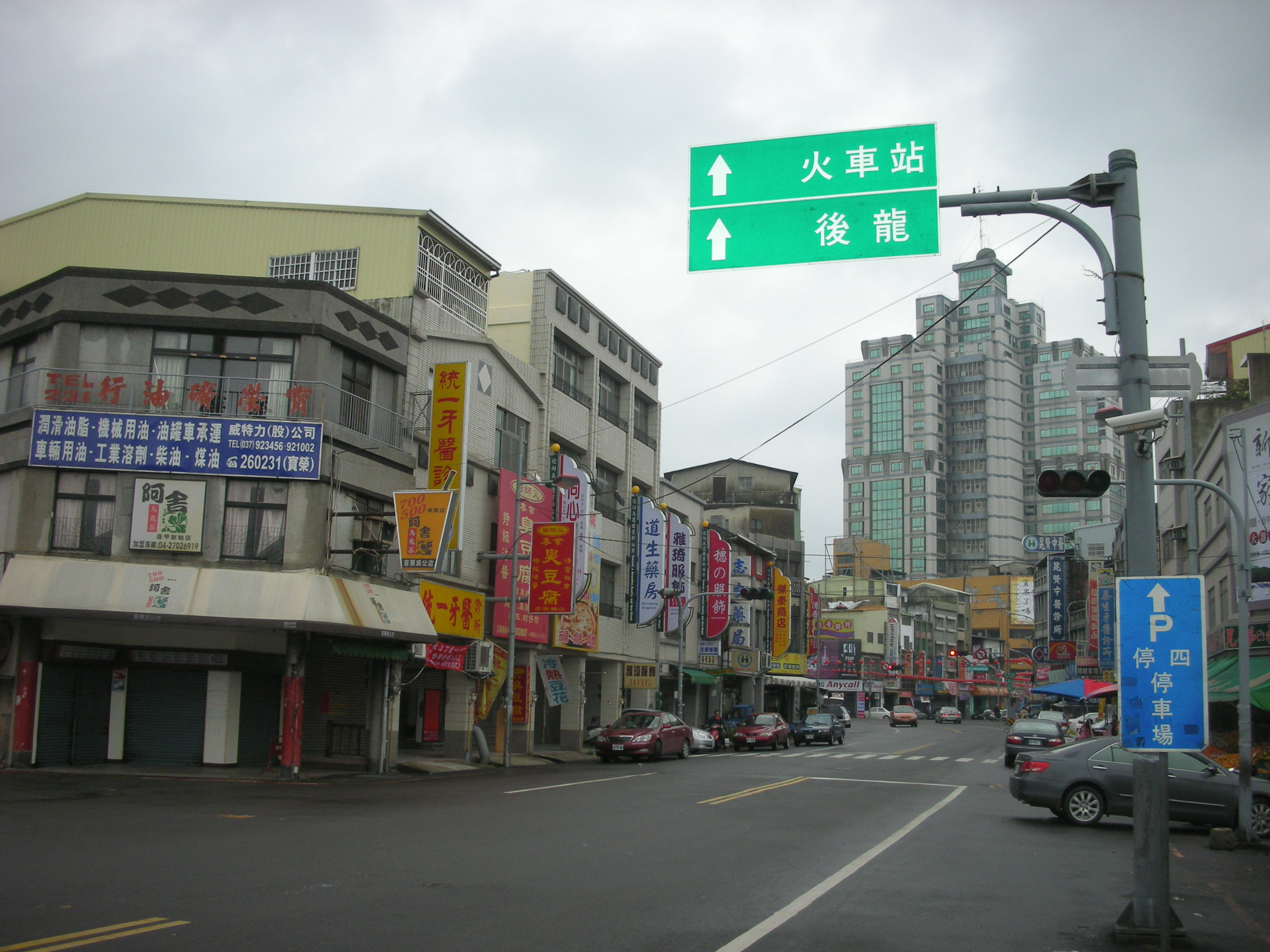
Thành phố Miêu Lật, quận lỵ của huyện Miêu Lật

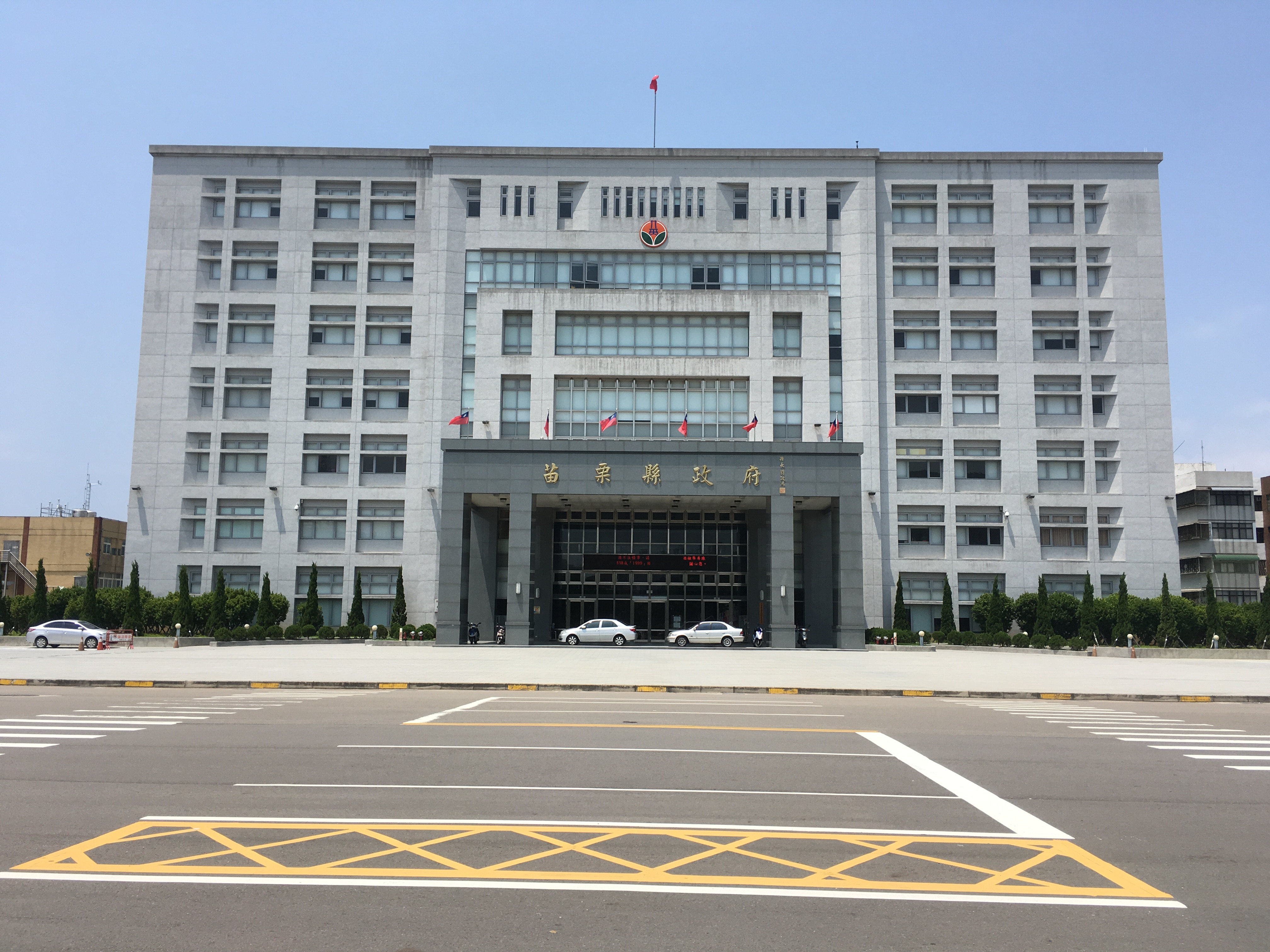
Chính quyền huyện Miêu Lật

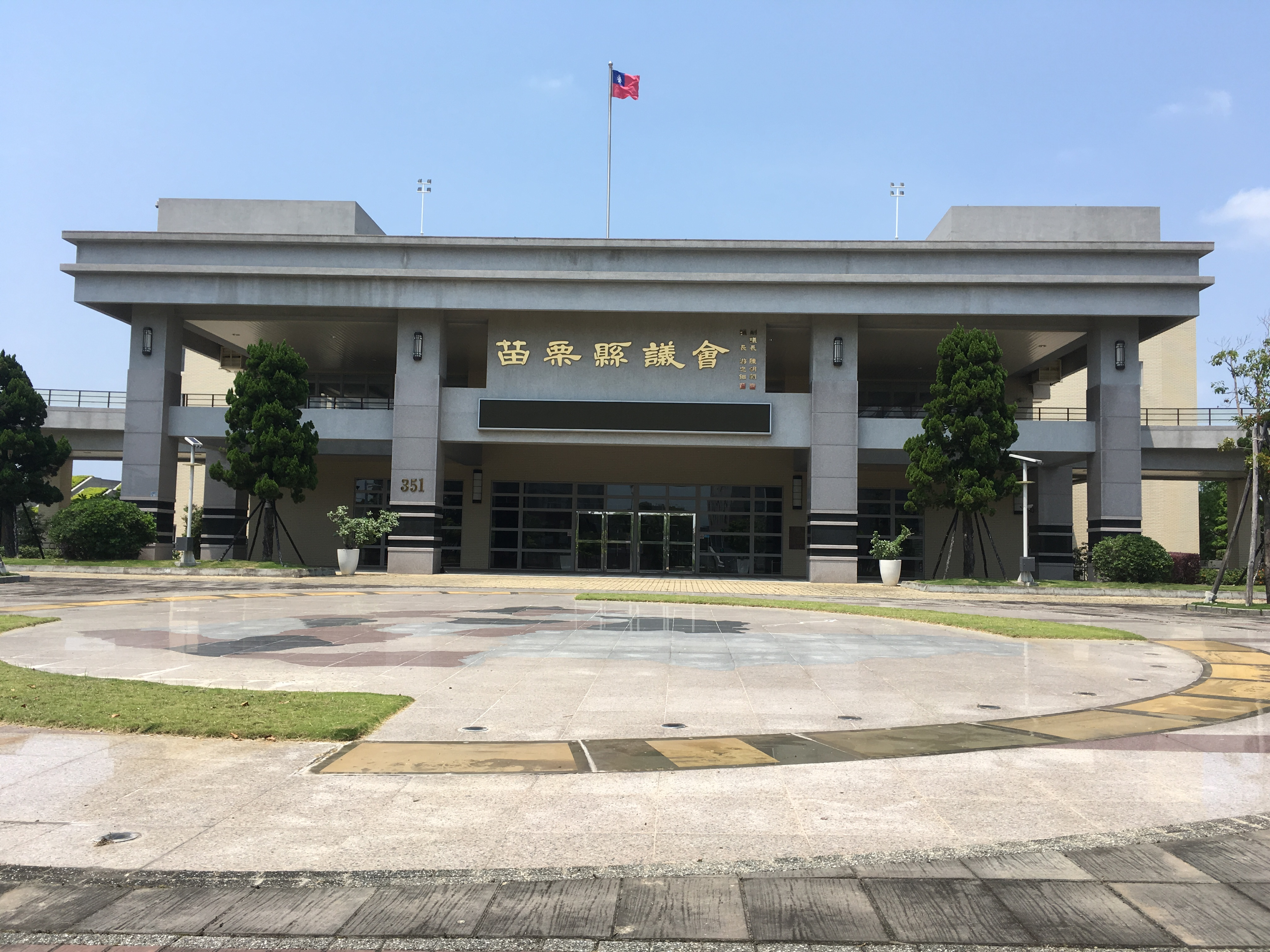
Hội đồng huyện Miêu Lật

Huyện Miêu Lật được chia thành 2 thành phố, 5 hương thành thị, 10 hương nông thôn và 1 hương bản địa vùng núi. Huyện Miêu Lật có hương thành thị đứng thứ hai sau huyện Chương Hóa. Thành phố Miêu Lật là quận lỵ của Chính quyền huyện Miêu Lật và Hội đồng huyện Miêu Lật.
| Loại                   | Tên                | Tiếng Trung | Tiếng Đài Loan         | Tiếng Khách Gia | Vùng （km²） | Số lượng lý | Số lượng lân | Dân số  | Mật độ （trên km²） |
| ---------------------- | ------------------ | ----------- | ---------------------- | --------------- | ------------ | ----------- | ------------ | ------- | ------------------- |
| Thành phố              | Thành phố Miêu Lật | 苗栗市      | Biâu-le̍k hoặc Miâu-le̍k | Mèu-li̍t         | 37.8872      | 28          | 702          | 90,063  | 2,401               |
| Thành phố              | Thành phố Đầu Phần | 頭份市      | Thâu-hūn               | Thèu-fun        | 53.32        | 32          | 538          | 102,654 | 1,925               |
| Hương thành thị        | Hậu Long           | 後龍鎮      | Āu-lâng                | Heu-liùng       | 75.8072      | 23          | 367          | 38,360  | 506                 |
| Hương thành thị        | Thông Tiêu         | 通霄鎮      | Thong-siau             | Thûng-sêu       | 107.768      | 24          | 394          | 36,941  | 343                 |
| Hương thành thị        | Uyển Lý            | 苑裡鎮      | Oán-lí                 | Yen-lî          | 68.2472      | 25          | 360          | 48,589  | 712                 |
| Hương thành thị        | Trúc Nam           | 竹南鎮      | Tek-lâm                | Tsuk-nàm        | 37.5592      | 25          | 515          | 83,622  | 2,226               |
| Hương thành thị        | Trác Lan           | 卓蘭鎮      | Tah-lân                | Cho̍k-làn        | 75.316       | 11          | 176          | 18,353  | 240                 |
| Hương nông thôn        | Đại Hồ             | 大湖鄉      | Tōa-ô͘                  | Thai-fù         | 90.8392      | 12          | 180          | 15,549  | 171                 |
| Hương nông thôn        | Công Quán          | 公館鄉      | Kong-koán              | Kûng-kón        | 71.452       | 19          | 281          | 34,847  | 488                 |
| Hương nông thôn        | Nam Trang          | 南庄鄉      | Lâm-chng               | Nàm-chông       | 165.4936     | 9           | 184          | 10,674  | 65                  |
| Hương nông thôn        | Tam Loan           | 三灣鄉      | Sam-oan                | Sâm-vân         | 52.296       | 8           | 93           | 7,132   | 136                 |
| Hương nông thôn        | Tam Nghĩa          | 三義鄉      | Sam-gī                 | Sâm-ngi         | 69.3424      | 7           | 161          | 17,235  | 249                 |
| Hương nông thôn        | Sư Đàm             | 獅潭鄉      | Sai-thâm               | Sṳ̂-thàn         | 79.432       | 7           | 100          | 4,725   | 59                  |
| Hương nông thôn        | Đồng La            | 銅鑼鄉      | Tâng-lô                | Thùng-lò        | 78.38        | 10          | 218          | 18,909  | 241                 |
| Hương nông thôn        | Đầu Ốc             | 頭屋鄉      | Thâu-ok                | Thèu-vuk        | 52.504       | 8           | 120          | 11,377  | 217                 |
| Hương nông thôn        | Tây Hồ             | 西湖鄉      | Se-ô͘                   | Sî-fù           | 41.0752      | 9           | 108          | 7,589   | 185                 |
| Hương nông thôn        | Tạo Kiều           | 造橋鄉      | Chō-kiô                | Cho-khièu       | 47.9976      | 9           | 118          | 13,456  | 280                 |
| Hương bản địa vùng núi | Thái An            | 泰安鄉      | Thài-an                | Thai-ôn         | 614.5936     | 8           | 64           | 6,157   | 10                  |
| Tổng huyện             | Tổng huyện         | Tổng huyện  | Tổng huyện             | Tổng huyện      | 1,820.3149   | 274         | 4,679        | 567,132 | 312                 |